# 미네카타촌
미네카타촌(峰方村)은 니가타현 히가시쿠비키군에 설치되었던 촌이다. 현재의 도카마치시, 가시와자키시에 해당한다.